# Пенелопа Фіцджеральд
Пенело́па Мері Нокс, у шлюбі Фіцджеральд (англ. Penelope Fitzgerald; 1916, Лінкольн — 2000, Лондон) — англійська романістка, поетеса, есеїстка та біографка, володарка Букерівської премії. У 2008 році The Times включив її у список «50 найвизначніших британських письменників з 1945 року». У 2012 році The Observer назвав її останній роман, «Блакитна квітка», одним з «десяти найкращих історичних романів».

## Біографія
Пенелопа Мері Нокс народилася в Олд-Бішопс-Пелес, Лінкольн, Англія, у сім'ї Едмунда Нокса, видавця журналу «Punch», і Крістіни Гікс, дочки Едварда Гікса, лінкольнського єпископа, і однієї з перших жінок-студенток Оксфорду (Сомервіль коледж). Племінниця теолога і письменника-криміналіста Рональда Нокса, криптографа Діллвіна Нокса, біблієзнавця Вілфред Нокс і романістки та біографки Вініфред Пек. Пізніше вона писала:
|  | Коли я була мала, то сприймала батька і трьох дядьків як належне і мені ніколи не спадало на думку, що всі інші не такі, як вони. Пізніше я виявила, що це помилка, але так ніколи і не призвичаїлася до цього. Припускаю, вони були незвичними, але я досі вважаю, що саме вони були правильними, і якщо світ з ними не згоден, то я не згодна зі світом. Оригінальний текст (англ.) When I was young I took my father and my three uncles for granted, and it never occurred to me that everyone else wasn't like them. Later on, I found that this was a mistake, but I've never quite managed to adapt myself to it. I suppose they were unusual, but I still think that they were right, and insofar as the world disagrees with them, I disagree with the world. |

Вона навчалася у Соммервільському коледжі Оксфордського університету, який закінчила у 1938 році, студентська газета «Isis» назвала її «Жінкою року». Під час Другої світової війни працювала у BBC і у 1942 році одружилася з Десмондом Фіцджеральдом, з яким познайомилася у 1940 році в Оксфорді. Коли вони зустрілися, він завербувався солдатом у Irish Guards. Через півроку після одруження підрозділ чоловіка було відправлено до Північної Африки. Він отримав Воєнний хрест у кампанії в Лівійській пустелі, але повернувшись до цивільного життя, став алкоголіком.
На початку 1950-х Пенелопа з чоловіком жили у Гемпстеді, Лондон, де вона виросла, і спільно редагували журнал «World Review», де вперше у Великій Британії було опубліковано твір Селінджера «For Esmé with Love and Squalor», а також твори Бернарда Маламуда, Нормана Мейлера та Альберто Моравії. Фіцджеральд також писала у журнал про літературу, музику та скульптуру. Невдовзі чоловіка позбавили ліцензії за підробку чеків. Це призвело до бідності Фіцджеральдів; певний час вони навіть були безпритульні і чотири місяця жили у центрі для бездомних. 11 років вони прожили у державному соціальному житлі. Щоб прогодувати сім'ю, Пенелопа працювала у театральній школі Italia Conti Academy та Queen's Gate School, де серед її учнів була Камілла Шанд (тепер королева-консорт Великої Британії). Також вона вчителювала на підготовчих курсах, де її серед її учениць були Анна Вінтур, Гелена Бонем Картер (фактично Пенелопа Фіцджеральд викладала до 70 років). Вона також працювала у книгарні в Суффолку.
У шлюбі мала троє дітей: син Вальпі і дві дочки, Тіна й Марія.

## Літературна творчість
Літературну кар'єру Пенелопа Фіцджеральд розпочала у 1975 у віці 58 років, опублікувавши біографію митця-прерафаеліта Едварда Берн-Джонса. Через два роки вийшла «Брати Нокс», спільна біографія її батька та дядьків, у якій вона жодного разу не згадує себе на ім'я. Пізніше, у 1977 році вона публікує перший роман «Золоте дитя», комічний детектив, дія якого відбувається в музеї, навіяний манією навколо Тутанхамона у 1970-х. Роман був написаний, щоб розрадити її смертельно хворого чоловіка, який помер у 1976 році.
За наступні п'ять років вона опублікувала чотири романи, кожен з яких певним чином пов'язаний з її власним досвідом. У романі «Книгарня» (The Bookshop, 1978), який потрапив у короткий список престижної Букерівської премії, дія відбувається довкола книжкового магазину у вигаданому східноанглійському місті Гардборо; поміщений у 1959 рік, центральною подією роман має рішення магазину продавати «Лоліту».
У 1979 році Пенелопа Фіцджеральд отримала Букерівську премію за роман «При березі» (Offshore), дія якого відбувається серед будинків-човнів у Баттерсі в 1961 році.
У 1999 вона отримала Золоту нагороду ПЕН від Англійського ПЕН-клубу за «визначне служіння літературі все життя».

### Біографії
- Едвард Берн-Джонс (1975)
- Брати Нокс (1977)
- Шарлотта М'ю та її друзі: з її вибраними віршами (1984)

### Романи
- Золоте дитя (The Golden Child) (1977)
- Книгарня (The Bookshop) (1978)
- При березі (Offshore (1979)
- Людські голоси (Human Voices) (1980)
- У Фредді (At Freddie's (1982)
- Невинність (Innocence) (1986)
- Початок весни (The Beginning of Spring) (1988)
- Ворота ангелів (The Gate of Angels) (1990)
- Блакитна квітка (The Blue Flower (1995, ВБ, 1997, США)

### Збірки оповідань
- Засоби втечі (The Means of Escape) (2000)
  - Видання у м'якій обкладинці (2001) містить дві додаткові новели

### Есе й огляди
- Дім повітря (A House of Air) (2005)

### Листи
- І я думаю про тебе. Листи Пенелопи Фіцджеральд (So I Have Thought of You. The Letters of Penelope Fitzgerald) (2008)